# Ronde van Zwitserland 2025 (vrouwen)
De negende editie van de wielerwedstrijd Ronde van Zwitserland vond plaats tussen 12 en 15 juni 2025. De start was in Gstaad, de finish in Küssnacht. De wedstrijd maakte deel uit van de UCI Women's World Tour 2025. De Zwitserse Marlen Reusser won twee etappes en leidde de koers van start tot finish, waardoor ze Demi Vollering opvolgde als winnares.

## Etappe-overzicht
| Etappe | Datum   | Start     | Finish    | Type      | Afstand  | Winnaar        | Klassementsleider |
| ------ | ------- | --------- | --------- | --------- | -------- | -------------- | ----------------- |
| 1      | 12 juni | Gstaad    | Gstaad    | Heuvelrit | 95,5 km  | Marlen Reusser | Marlen Reusser    |
| 2      | 13 juni | Gstaad    | Oberkirch | Heuvelrit | 161,7 km | Amber Kraak    | Marlen Reusser    |
| 3      | 14 juni | Oberkirch | Küssnacht | Heuvelrit | 123,1 km | Elisa Balsamo  | Marlen Reusser    |
| 4      | 15 juni | Küssnacht | Küssnacht | Heuvelrit | 129,4 km | Marlen Reusser | Marlen Reusser    |

## Klassementsleiders na elke etappe
| Etappe 0    | Winnaar 0      | Algemeen klassement | Puntenklassement | Bergklassement | Jongerenklassement | Ploegenklassement 0 |
| ----------- | -------------- | ------------------- | ---------------- | -------------- | ------------------ | ------------------- |
| 1           | Marlen Reusser | Marlen Reusser      | Marlen Reusser   | Sarah Gigante  | Eleonora Ciabocco  | AG Insurance-Soudal |
| 2           | Amber Kraak    | Marlen Reusser      | Marlen Reusser   | Marta Lach     | Eleonora Ciabocco  | FDJ-SUEZ            |
| 3           | Elisa Balsamo  | Marlen Reusser      | Marlen Reusser   | Marta Lach     | Eleonora Ciabocco  | FDJ-SUEZ            |
| 4           | Marlen Reusser | Marlen Reusser      | Marlen Reusser   | Marta Lach     | Marion Bunel       | Lidl-Trek           |
| Eindstanden | Eindstanden    | Marlen Reusser      | Marlen Reusser   | Marta Lach     | Marion Bunel       | Lidl-Trek           |

1. ↑  De zwarte trui werd in de tweede, derde en vierde etappe gedragen door Demi Vollering, die tweede stond in het puntenklassement.

Tour Down Under ·
Cadel Evans Great Ocean Road Race ·
Ronde van de Verenigde Arabische Emiraten ·
Omloop Het Nieuwsblad ·
Strade Bianche ·
Trofeo Alfredo Binda-Comune di Cittiglio ·
Milaan-San Remo ·
Brugge-De Panne ·
Gent-Wevelgem ·
Ronde van Vlaanderen ·
Parijs-Roubaix ·
Amstel Gold Race ·
Waalse Pijl ·
Luik-Bastenaken-Luik ·
Ronde van Spanje ·
Ronde van het Baskenland ·
Ronde van Burgos ·
Ronde van Groot-Brittannië ·
Ronde van Zwitserland ·
Copenhagen Sprint · 
Ronde van Italië ·
Ronde van Frankrijk ·
Ronde van Romandië ·
Ronde van Scandinavië ·
GP de Plouay-Bretagne ·
Simac Ladies Tour ·
Ronde van Chongming ·
Ronde van Guangxi
Mannen: 1933 · 1934 · 1935 · 1936 · 1937 · 1938 · 1939 · 1940 · 1941 · 1942 · 1943 · 1944 · 1945 · 1946 · 1947 · 1948 · 1949 · 1950 · 1951 · 1952 · 1953 · 1954 · 1955 · 1956 · 1957 · 1958 · 1959 · 1960 · 1961 · 1962 · 1963 · 1964 · 1965 · 1966 · 1967 · 1968 · 1969 · 1970 · 1971 · 1972 · 1973 · 1974 · 1975 · 1976 · 1977 · 1978 · 1979 · 1980 · 1981 · 1982 · 1983 · 1984 · 1985 · 1986 · 1987 · 1988 · 1989 · 1990 · 1991 · 1992 · 1993 · 1994 · 1995 · 1996 · 1997 · 1998 · 1999 · 2000 · 2001 · 2002 · 2003 · 2004 · 2005 · 2006 · 2007 · 2008 · 2009 · 2010 · 2011 · 2012 · 2013 · 2014 · 2015 · 2016 · 2017 · 2018 · 2019 · 2020 · 2021 · 2022 · 2023 · 2024 · 2025
Vrouwen: 1998 · 1999 · 2000 · 2001 · 2002-2020 · 2021 · 2022 · 2023 · 2024 · 2025